# Laser II
Il Laser II (o anche Laser 2) è un natante a vela da regata, la cui classe è riconosciuta dalla International Sailing Federation .